# گپجانگسان
گپجانگسان (به لاتین: Gapjangsan) یک کوه در کره جنوبی است که در Gyeongsangbuk-do, South Korea واقع شده‌است. گپجانگسان ۸۰۶ متر بالاتر از سطح دریا واقع شده‌است.